# IT-Forensik
Der Begriff IT-Forensik setzt sich zusammen aus IT, d. h. der Abkürzung von Informationstechnik, und Forensik. Eine einheitliche Begriffsdefinition hat sich noch nicht durchgesetzt. Im allgemeinen Sprachgebrauch bezeichnet IT-Forensik die wissenschaftliche Expertise, die eine Beurteilung und Würdigung von Informationstechnik durch die Öffentlichkeit oder innerhalb eines Gerichtsverfahrens ermöglicht. Da Daten und Systemzustände nicht direkt in Augenschein genommen werden können, wird hierfür meist auf ein Gutachten eines Sachverständigen oder den Bericht eines sachverständigen Zeugen zurückgegriffen.
In dem vom Bundesamt für Sicherheit in der Informationstechnik (BSI) veröffentlichten Leitfaden IT-Forensik wird die IT-Forensik als „die streng methodisch vorgenommene Datenanalyse auf Datenträgern und in Computernetzen zur Aufklärung von Vorfällen, unter Einbeziehung der Möglichkeiten der strategischen Vorbereitung, insbesondere aus der Sicht des Anlagenbetreibers eines IT-Systems“ definiert. Das BSI bettet damit die IT-Forensik in die Prozesse des IT-Betriebs ein und bezeichnet damit die Vorbereitung und die Aufklärung von Vorfällen.
Der Leiter des ersten Bachelorstudiengangs Deutschlands „Allgemeine und Digitale Forensik“, Dirk Labudde, fasst den Begriff jedoch weiter: er umfasst auch alle digitalen Methoden, „normale“ Straftaten aufzuklären, z. B. digitale Rekonstruktionen der Szene oder Abläufe.
Die großen Beratungsdienstleister hingegen, wie Rechtsanwalts- oder Wirtschaftsprüfungsgesellschaften, schränken die IT-Forensik auf den Nachweis und die Ermittlungen von Straftaten im Bereich der Computerkriminalität ein.

## Vorgehensmodell
Nach dem Secure-Analyse-Present (S-A-P) Modell werden die Tätigkeiten des IT-Forensikers in drei Phasen eingeteilt. Diesen Phasen geht die Vorbereitung voraus, in der organisatorische und technische Voraussetzungen geschaffen werden. Hierbei sind beispielsweise die jeweils gültigen gesetzlichen Bestimmungen (z. B. des Datenschutzes) zu
erheben und deren Einhaltung sicherzustellen. In Unternehmen wird diese Vorbereitung als „Forensic Readiness“ bezeichnet.

### Secure

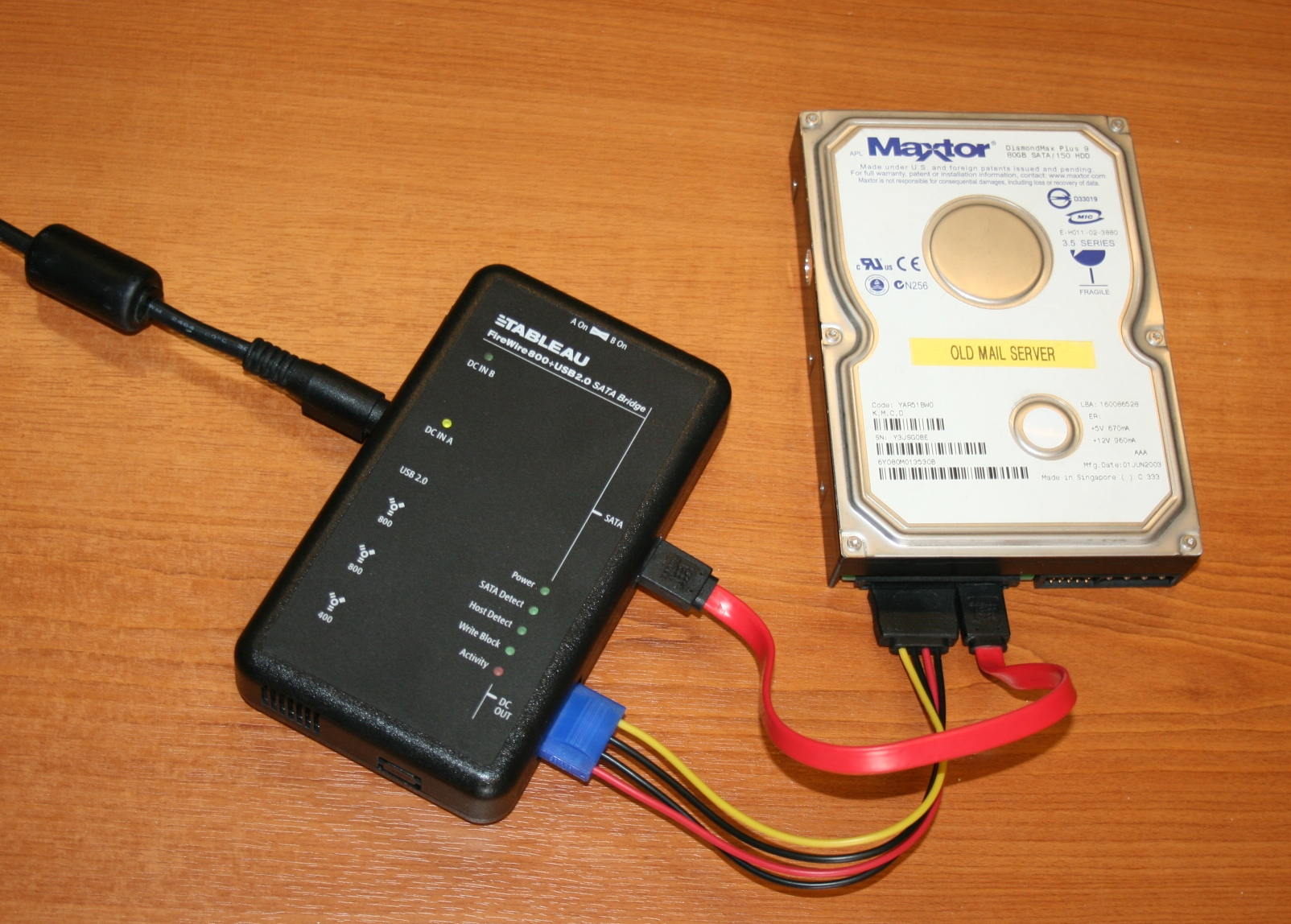
Sicherung einer Festplatte mit Hilfe eines Schreibschutzadapters

In der Secure-Phase werden die im jeweiligen Sachverhalt potentiell relevanten Daten identifiziert und gesichert. Ziel der Phase ist es, alle Daten möglichst unverändert zu sichern. Regelmäßig muss hierbei abgewogen werden, welche Datenveränderung akzeptiert wird, um z. B. flüchtige Daten zu sichern. Entscheidungen und das Vorgehen sind dabei so zu dokumentieren, dass diese von einem Dritten nachvollzogen und bewertet werden können. Um ungewollte und vermeidbare Veränderungen der Daten auszuschließen, werden bei der Erstellung eines forensischen Duplikats sog. Write-Blocker (engl. für Schreibschutz) eingesetzt, welche die Schreibzugriffe auf die Datenträger unterbinden. Die Identität der Kopie mit dem Original wird über die Berechnung, den Abgleich von kryptografischen Hashwerten, sichergestellt.

### Analyse
In der Analyse-Phase werden die gesicherten Daten analysiert und bewertet. Die gewählten Analysemethoden richten sich dabei nach dem zu untersuchenden Sachverhalt, orientieren sich am Stand der Wissenschaft und Technik und müssen durch Dritte nachvollziehbar sein.

### Present
In der Present-Phase werden die Analyseergebnisse zielgruppengerecht dargestellt. Neben den Ergebnissen sind hierbei die Schlussfolgerungen darzustellen, damit die Ergebnisse durch Dritte nachvollzogen und bewertet werden können.

## Untergebiete der IT-Forensik
- Betriebssystem-Forensik
- Cloud-Forensik
- Digitale Multimediaforensik
- Malware-Forensik
- Netzwerk-Forensik
- Smartphone-Forensik